# Dedal

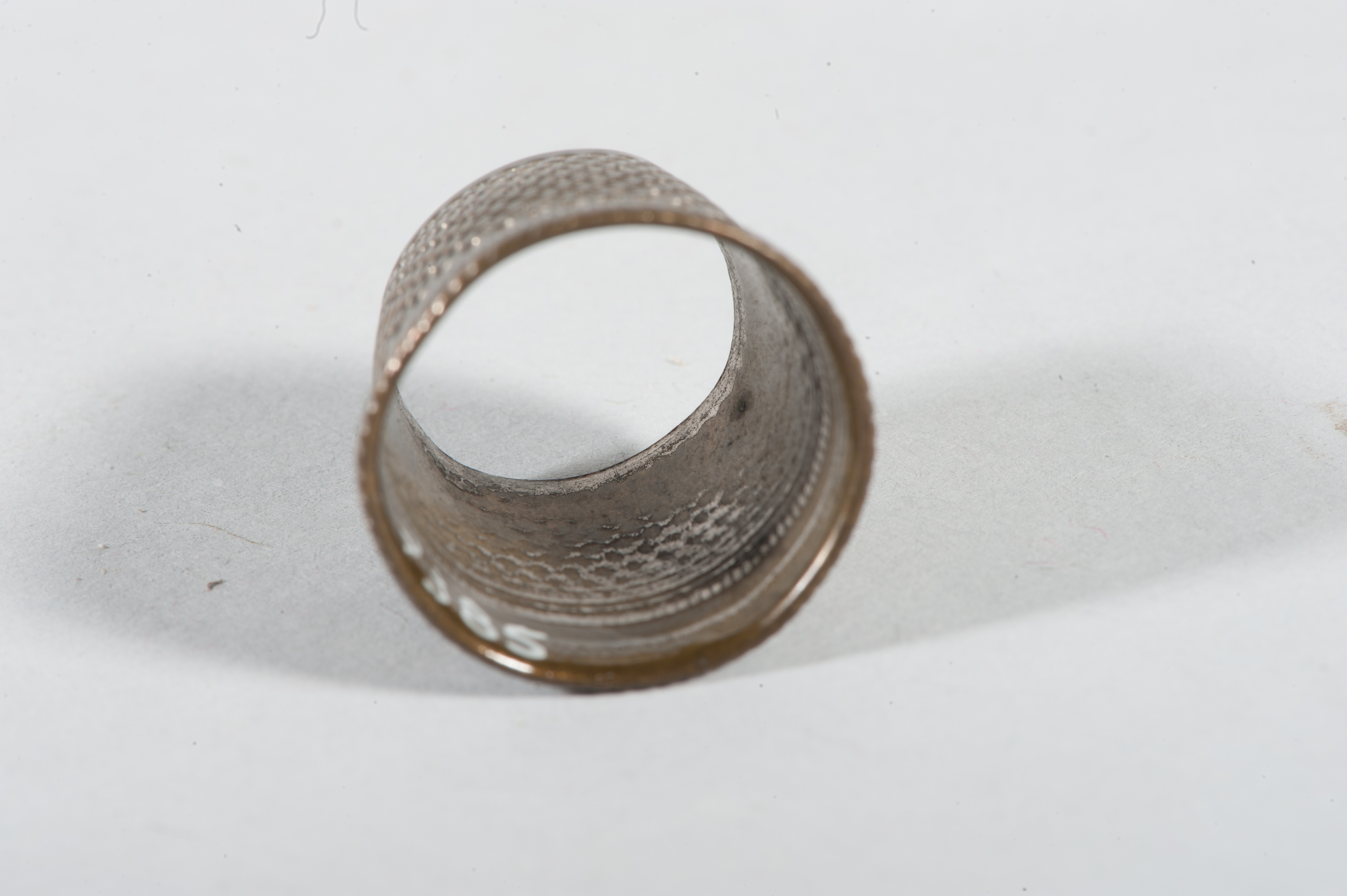
Dedal vazado, item do acervo do Museu Paulista da USP

Um dedal é uma proteção feita à medida dos dedos humanos usado durante a atividade de alfaiataria e costura. Geralmente, dedais com a parte superior fechada são usados por estilistas, enquanto que os com uma abertura no final são normalmente usados por alfaiates, pois isso permite que eles manipulem os tecidos com mais facilidade. Normalmente é utilizado no maior dedo da mão e serve além de proteger o dedo, como apoio para ajudar a agulha a entrar no tecido durante a costura.

## História
Estima-se  que os primeiros registros sobre o utensílio datam em torno de 12.000 a.C., pessoas do período precisavam costurar couros de animais muito grossos e até madeira com agulhas, o dedal passou a ser utilizado como proteção para o dedo de apoio, e passou a ser um objeto indispensável através dos séculos. É atribuído aos egípcios antigos e os mesopotâmicos como sendo os precursores na arte da costura.
Uma agulha de metal da época da Dinastia Han, China antiga (206 AEC - 202 AEC), foi encontrada dentro de uma tumba, próxima à província de Jiangling, podendo sugerir o uso de dedais desde aquela época, apesar de nenhum dedal propriamente dito ter sido encontrado no local. O primeiro registro do objeto vem da mesma época da dinastia, e tinha o formato de um simples anel. Foi descoberto durante a Revolução Cultural Chinesa em uma tumba de uma pessoa da nobreza.
Estranhamente, não há registro de uso do dedal de metal nem por gregos ou romanos, apenas os derivados do couro ou de tecido, sugerindo que tais materiais eram úteis e suficientes para as atividades desempenhadas por esses povos. Há os chamados dedais romanos expostos em museus históricos, porém a procedência destes ainda é desconhecida. Não há documentos arqueológicos que sugerem a descoberta de dedais de metal em sítios arqueológicos romanos. De acordo com o website "UK detector finds database", dedais do século X foram encontrados na Inglaterra, e começaram a ser largamente usados durante o século XIV.
Embora haja exemplos isolados de dedais feitos a partir de metais preciosos - diz-se que Elizabeth I deu a uma de suas damas de companhia um dedal cravejado com pedras preciosas - a maior parte dos dedais de metal era feita de latão. Centros antigos de produção de dedais eram também conhecidos como locais de "trabalho com bronze", começando no século XV na cidade de Nuremberga, e transferidos para os Países Baixos no século XVII.

## Outros significados
- Dedal é o nome popular dado a flor da erva lenhosa Digitalis purpurea pertencente  da família Scrophulariaceae, nativa da Europa.[7]
- Dedal também pode se referir a um tipo de palheta, pequeno objeto de formato vagamente triangular, utilizado para pinçar as cordas de instrumentos musicais como o bandolim, cavaco, contrabaixo elétrico ou guitarra.[8][9]